# Achille Vertunni
Achille Vertunni, né le 27 mars 1826 à Naples et mort le 20 juin 1897 à Rome, est un peintre italien.

## Biographie
Achille Vertunni naît le 27 mars 1826 à Naples.
Alors qu'il n'a que trois ans et qu'il est orphelin de père, il s'oppose vigoureusement, à l'adolescence, au souhait de sa mère de le voir embrasser une carrière de juriste ou d'architecte pour se consacrer entièrement à l'art de la peinture. Il apprend les premiers rudiments de ce "métier" à l'Institut royal des beaux-arts de Naples (où il a pour professeurs Salvatore Fergola et Gabriele Smargiassi) et fréquente ensuite l'école publique de Giuseppe Bonolis à Largo Vittoria.
Ses sujets sont à la fois italiens et orientaux. Selon le Bénézit, il est un remarquable paysagiste doté d'une grande sensibilité pour la nature. 
Achille Vertunni meurt le 20 juin 1897 à Rome.

## Œuvres
- Les Marais Pontins, musée de Bristol[4]
- Bouquet de pins au bord d'un étang, musée de Périgueux[4]
- Torrent près de Narni, musée de Prato[4]
- Campagne romaine, musée de Trieste[4]
- À Naples[3]
- Les pyramides d'Égypte[3]

## Récompenses
- 1876 : Médaille à Philadelphie[3]
- 1878 : Croix de la légion d'honneur[3]